# 998

## Esdeveniments
- 2 de novembre - França: Odilon, quart abat de Cluny, institueix aquest dia com el Dia dels Fidels Difunts.
- Itàlia: Fracassa una sublevació romana contra la dominació alemanya. Victòria del Papa Gregori V contra l'antipapa Joan XVI gràcies a Otó III.
- Otó III es proclama restaurador de l'Imperi Romà.

## Necrològiques
- Juliol - Bagdad: Abu-l-Wafà Muhàmmad al-Buzajaní, matemàtic.